# Hieracium loretii
Hieracium loretii es una especie de planta con flor del género Hieracium, de la familia Asteraceae, orden Asterales.

## Distribución
Hieracium loretii se distribuye por Francia y España.

## Taxonomía
Fue descrita científicamente por R. E. Fr.